# Jessica Varnish
Jessica "Jess" Varnish (Bromsgrove, Worcestershire, 19 de novembre de 1990) és una ciclista britànica especialista en el ciclisme en pista. Ha guanyat diferents medalles, als Campionats del Món en pista, als Campionats d'Europa i als Campionats nacionals

## Palmarès
- 2007
  -  Campiona d'Europa júnior en Keirin
- 2008
  -  Campiona d'Europa júnior en Keirin
  -  Campiona d'Europa júnior en 500 metres contrarellotge
- 2009
  -  Campiona del Regne Unit en Velocitat per equips (amb Helen Scott)
- 2010
  -  Campiona del Regne Unit en Velocitat per equips (amb Rebecca James)
- 2011
  -  Campiona d'Europa en Velocitat per equips (amb Victoria Pendleton)
  -  Campiona d'Europa sub-23 en 500 metres contrarellotge
  -  Campiona d'Europa sub-23 en Velocitat per equips (amb Rebecca James)
  -  Campiona del Regne Unit en 500 metres
  -  Campiona del Regne Unit en Velocitat per equips (amb Victoria Pendleton)
- 2013
  -  Campiona del Regne Unit en 500 metres
  -  Campiona del Regne Unit en Keirin
  -  Campiona del Regne Unit en Velocitat
  -  Campiona del Regne Unit en Velocitat per equips (amb Dannielle Khan)
- 2014
  -  Campiona del Regne Unit en 500 metres
  -  Campiona del Regne Unit en Keirin
  -  Campiona del Regne Unit en Velocitat
  -  Campiona del Regne Unit en Velocitat per equips (amb Dannielle Khan)
- 2015
  -  Campiona del Regne Unit en Velocitat per equips (amb Katy Marchant)

### Resultats a laCopa del Món
- 2008-2009
  - 1a a Manchester, en Velocitat per equips
- 2010-2011
  - 1a a Cali, en Velocitat per equips
- 2011-2012
  - 1a a Londres, en Velocitat per equips
- 2012-2013
  - 1a a Cali i Glasgow, en Velocitat per equips